# Хороше (Логойський район)
Хороше (біл. вёска Харошэ) — село (веска) в складі Логойського району розташоване в Мінській області Білорусі, підпорядковане Задор'євській сільській раді.
Село Хороше розташоване в центральних районах Білорусі, в північній частині Мінської області - орієнтовне розташування [Архівовано 25 серпня 2011 у WebCite].

## Відомі уродженці
- Гороховик Валентин Вікентійович (1949) — білоруський математик, доктор фізико-математичних наук, професор, член кореспондент НАН Білорусі.